# Gråögd törnfågel
Gråögd törnfågel (Phacellodomus maculipectus) är en fågel i familjen ugnfåglar inom ordningen tättingar.

## Utbredning och systematik
Fågeln förekommer i Anderna i södra Bolivia och nordvästra Argentina (i söder till La Rioja). Den behandlas som monotypisk, det vill säga att den inte delas in i några underarter.

## Status
IUCN kategoriserar arten som livskraftig.